# 密蘇里州
密蘇里州（英語：State of Missouri）是美國第24個州，美國人口第18多的州，位於美国中西部地區之內。州府位於傑佛遜城，州鸟是东蓝鸲，州歌是“密苏里华尔兹”，州花为山楂花。該州是美國面積第21大的州。密苏里州与8个州接壤（与田納西州并列最多）：北与艾奧瓦州接壤，东与伊利诺伊州、肯塔基州和田纳西州接壤，南方与阿肯色州接壤，西与俄克拉荷马州、堪萨斯州和内布拉斯加州接壤。

## 歷史
密苏里州所在地早在史前时代就有人类活动。当地的印第安人没有发展出大规模的农耕社会，在欧洲人到来时仍处于新石器时代末期的游猎氏族社会时代。
最早抵达的欧洲人是沿密西西比河向上游探险的西班牙探险家埃尔南多·德·索托，但他没有探索到密苏里河流域，仅仅抵达了今日开普吉拉多南边的地区。早期的西班牙人对密苏里的探索十分短暂，更没有进行殖民统治。因为这里没有像墨西哥和秘鲁那样发达的文化可供贸易或掠夺，也没有像古巴和西印度群岛那样良好的雨热条件来发展种植业。真正在此地进行广泛和深入探索的是法国人，法国在路易斯安那建立新奥尔良殖民地后就开始频繁地探索密西西比河，此后不久就在今天的开普吉拉多建立了堡垒。
法国人在密苏里第一个较大的定居点是圣路易，圣路易地理位置优越，位于密西西比河干流和密苏里河及伊利诺伊河交汇处，从而将法国的路易斯安那和新法兰西通过贸易连接在一起。在这一期间，法国人还组织了对密苏里河的探险，探索了包括今天的哥伦比亚和杰佛逊城所在的密苏里州中心地带。
1756-1763年间英法七年战争后，法国的新法兰西丢失殆尽，法国签署《枫丹白露条约》密苏里地区因此随路易斯安那领地并入西班牙的新西班牙领地，但不久后因当地德裔和法裔移民叛乱而回归法国。
1803年美国通过路易斯安那购地案将密苏里变成自己的殖民地，1803-1805年的路易斯与克拉克探险的起点就是圣路易，他们沿着密苏里河探索了美国西部，在他们的建议和报告的影响下，美国政府开始重视西部地区的开发，而圣路易-堪萨斯城之间的密苏里河走廊地带成为中西部移民进军西部进行拓殖的必经之路。
密苏里领地创设于1812年6月4日，辖地与今日密苏里州辖地基本重合，但不包括州西北角的堪萨斯城地区。密蘇里州創建於1821年8月10日，首府定在傑佛遜市。是美国第24个加入联邦的联邦州。由于密苏里州南部地理气候和阿肯色州类似，适合种植棉花，加上为了在参议院占倨优势地位，蓄奴主义者强烈要求将密苏里作为蓄奴州加入联邦，导致了密苏里妥协案，密苏里州成为蓄奴州。
但该州北部是玉米带，且靠近像伊利诺伊和艾奥瓦这样的自由州，协助黑奴逃离蓄奴州的地下铁道行动十分频繁，加上沿密苏里河的奉行自由主义的城市工商业繁盛，人口占比高，密苏里州在南北战争时选择了北方阵营，从而免受了战争破坏和战后军事管制的损失。
19世纪末期，美国工业爆发式增长，史称镀金时代。这一时期，由于铁路和汽船的普及和扩张，密苏里州成为美国的十字路口，交通便利，工商业繁荣。1904年，圣路易斯举办世界博览会。
二战后，由于汽车的普及导致郊区化，密苏里州两大城市-圣路易和堪萨斯城的市中心地带都开始出现衰落和颓废的问题，市区废弃区明显增加，白人群飞现象严重，目前圣路易市是美国暴力犯罪率最高的大城市之一。
密蘇里這名字的由來出自於當地原住民蘇族的語言中「獨木舟」的意思，又被暱稱為「索證之州」（The "Show Me" State），來自于密蘇里眾議員威拉德·范迪弗（Willard Vandiver）在1899年的演講 。

## 地理
地形上，密蘇里州境內大部分都是平緩的平原與丘陵，密蘇里河與密西西比河分別流經該州的西境與東境。北部地区属于北美大平原，南部地区是歐札克高地。年降雨量介于500-1000毫米之间，属于温带大陆性气候向亚热带季风气候过渡地带，南部地区有较多森林覆盖，主要作物是棉花，北部地区以旱作平原农业为主，主要作物是小麦和玉米。密蘇里州位置非常接近美國的地理中心點（在西邊的堪薩斯州境內）。密苏里州是個內陸州，但有密西西比河可以通航到大西洋，密苏里河可以通航到中西部内陆州份。
行政區位上，密蘇里州北邊與愛荷華州相鄰，西邊由北到南分別是內布拉斯加州、堪薩斯州與奧克拉荷馬州，南鄰阿肯色州，東邊由北至南則分別是伊利諾州、肯塔基州與田納西州。
密蘇里州境內劃分為114個郡，與一個独立市（聖路易斯）。請詳見密苏里州各县列表。

## 政府
密蘇里州州長任期四年，可以連任一次。州參議院設34席，共和黨佔25席，民主黨佔9席。州眾議院設163席，共和黨佔118席，民主黨佔45席。80年代后，密苏里州在大选中以共和党占优势，属于“红州”。

## 旅遊
进入美国中西部地区的知名建筑聖路易斯拱門即位于该州圣路易斯市。

### 州立公園
- 千丘州立公園 (Thousand Hills State Park)
- 大高爾夫州立公園 (Grand Gulf State Park)
- 华莱士州立公园 (Wallace State Park)
- 千山州立公园 (Thousand Hills State Park)

## 人口
2003年人口普查，密蘇里州有5,704,484人。主要城市包括聖路易斯和堪薩斯城。
密蘇里州種族的組成大略如下：
- 83.8% 白人
- 11.2% 非裔美國人
- 2.1% 拉美裔人
- 1.5% 混合的種族
- 1.1% 亞裔美國人
- 0.4% 印地安原住民

根據人口普查，在密蘇里州的居民祖先中，德國人（27.4%）最多，其次是愛爾蘭人（14.8%）、
英國人（10.2%）、本土化血統者（8.5%）和法國人（3.7%）
有6.6%的密蘇里州居民年齡在5歲以下，18歲以下則有25.5%，65歲以上則有13.5%。女性占全州人口比率為51.4%。此外，2.7%的居民是國外出生，5.1%的居民在家使用英語之外的語言。1997年密蘇里州的出生和死亡數字如下：出生者74,037人；死亡者54,322人（其中新生兒有564人）。
在密蘇里州，81.3%的人口有高中畢業學歷（比美國學歷平均比要高）。21.6%的居民則有大學以上學歷。
此外，該州居民可忍受的通勤時間是23.8分鐘。居民中自己擁有房子者占70.3%（調查中發現，居民可忍受的房價平均值是美金$89,900元）。全州的房屋居住密度是：在2,194,594棟自宅中，一戶平均住2.48人。1999年調查顯示，擁有自宅的居民年收入平均是$37,937元。該年密蘇里州居民的全平均收入是$19,936元；並計有11.7%的人口（637,891人）屬於美國低收入戶。

### 宗教
宗教上，密蘇里州的人口信仰比例如下。
- 67% 新教徒
- 20% 羅馬天主教徒
- 2% 其他基督教派的教徒
- 0% 其他宗教教徒
- 7% 無信仰者

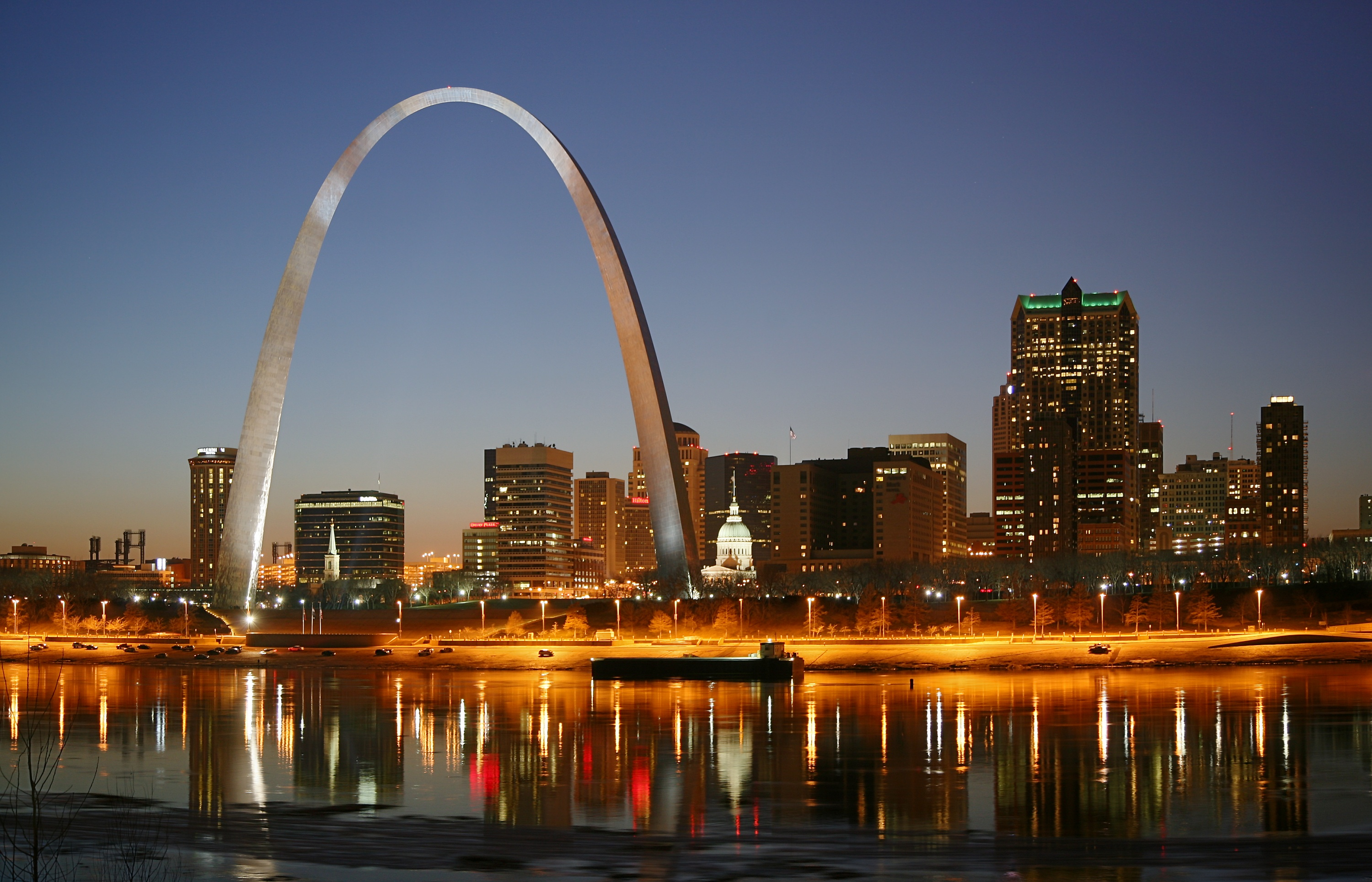
聖路易市

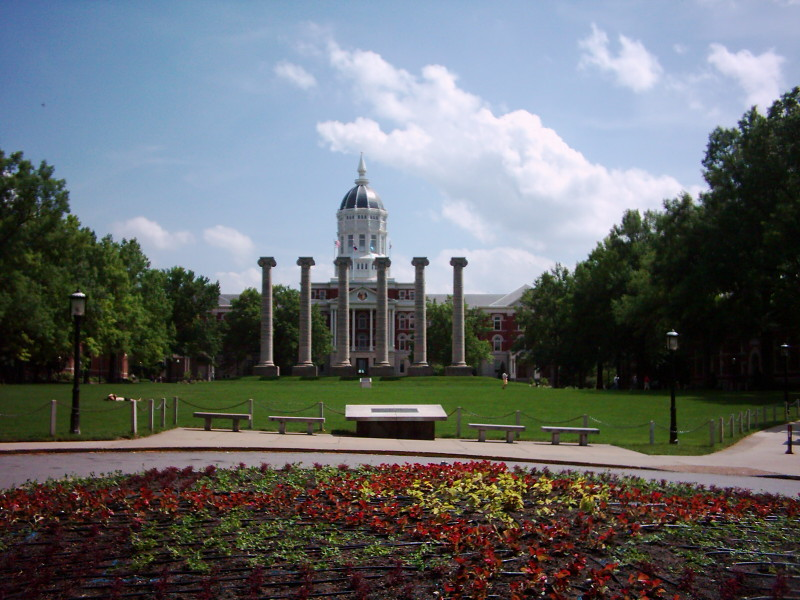
密蘇里大學

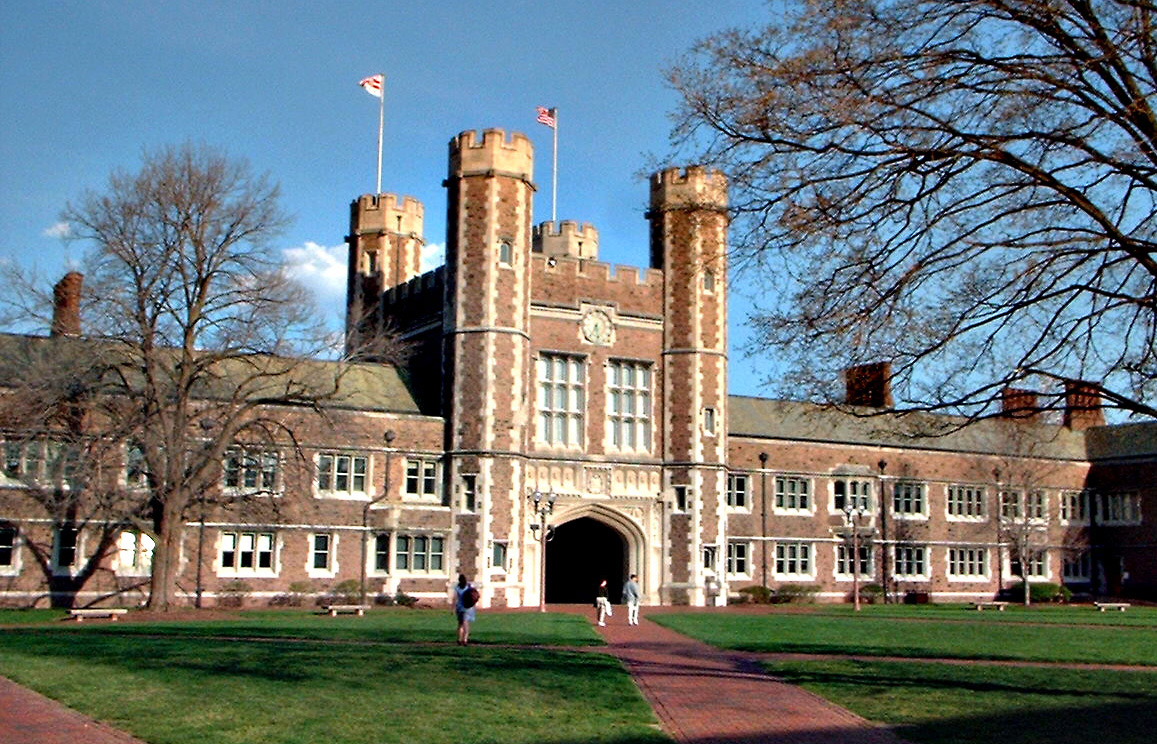
華盛頓大學

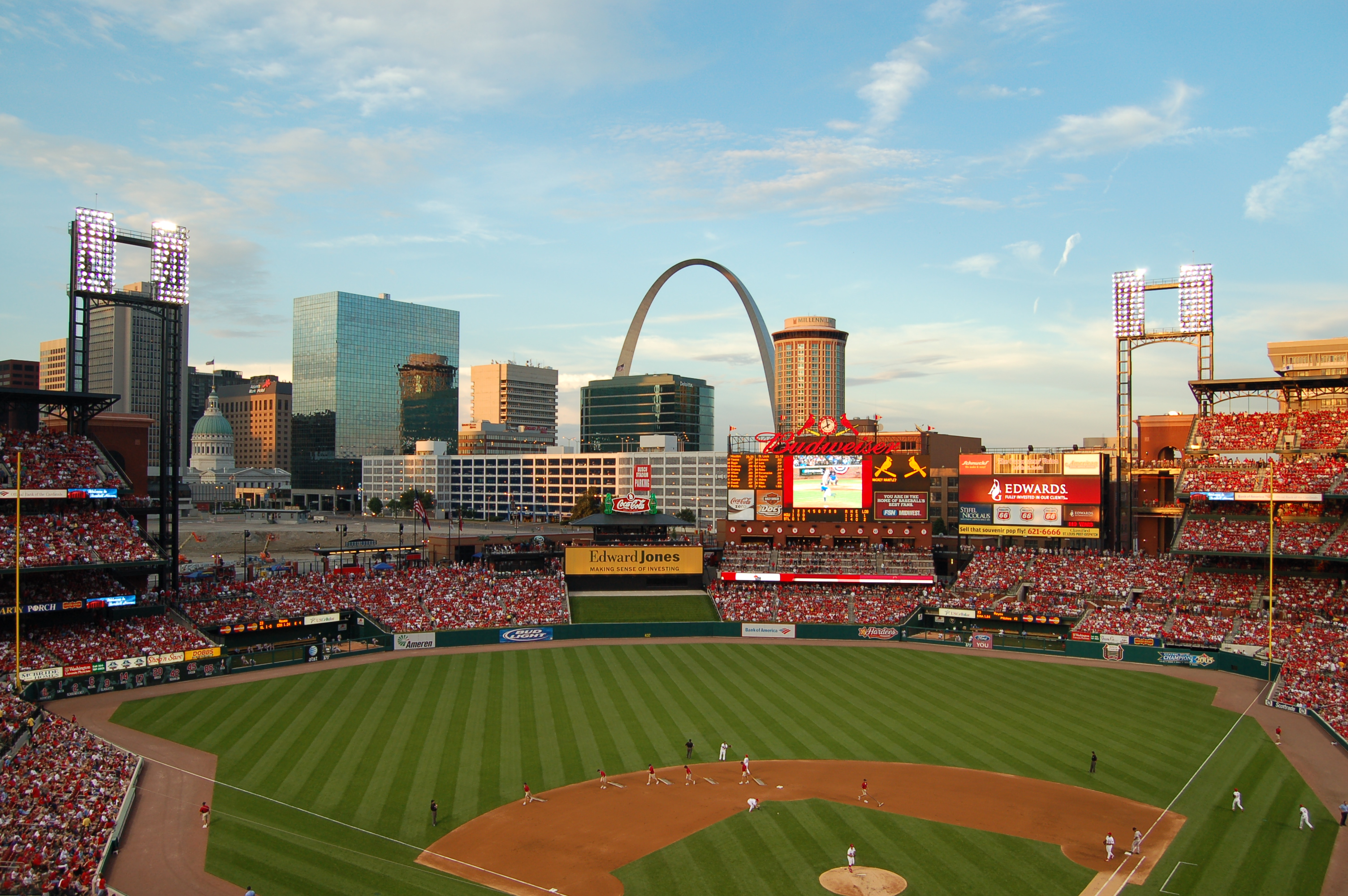
Busch球場

三分之二的密蘇里州人是新教徒，教派包括：路德會、衛理公會派、浸禮會。
此外，資料也說明了每五個密蘇里人當中，就有一個是羅馬天主教信徒，他們多居住在堪薩斯市與聖路易斯。
有許多宗教組織在密蘇里州都設有總部，包括路德教派（Lutheran Church—Missouri Synod）有總部設在聖路易市外的科克伍德Kirkwood，基督教會拿撒勒人教會（Church of the Nazarene，又稱為基督教宣聖會）則將總部設於堪薩斯市。耶穌基督後期聖徒教會Community of Christ（前稱為Reorganized Church of Jesus Christ of Latter Day Saints）與Latter Day Saints組織（Remnant Church of Jesus Christ of Latter Day Saints）將總部設於堪薩斯市外的獨立市Independence。密蘇里州的春田市（Springfield）也是神召會Assemblies of God的總部所在。

## 重要市鎮
- 堪薩斯市：密蘇里境內最大城市，但因為該城的都會區同時橫跨密蘇里與堪薩斯兩州，因此並非最大的都會區。
- 聖路易斯：密蘇里境內最大都會區。
- 傑佛遜市：密蘇里州首府，行政中心所在地。
- 春田市：密蘇里州第三大城。
- 哥倫比亞：密蘇里大學的主要校區與行政管理中心所在地。

### 都会区
| 排名 | 都会区名稱                | 人口      |
| ---- | ------------------------- | --------- |
| 1    | 圣路易斯 MSA (州内部分)   | 2,119,379 |
| 2    | 堪萨斯城 MSA (州内部分)   | 1,255,990 |
| 3    | 斯普林菲尔德 MSA          | 466,978   |
| 4    | 哥伦比亚 MSA              | 180,005   |
| 5    | 乔普林 MSA                | 178,902   |
| 6    | 杰斐逊城 MSA              | 151,520   |
| 7    | 圣约瑟夫 MSA (州内部分)   | 118,808   |
| 8    | 开普吉拉多 MSA (州内部分) | 90,922    |
| 9    | 布兰森 µSA                | 87,601    |
| 10   | 法明顿 µSA                | 66,692    |

### 镇区
密苏里州的“镇区”（英語：township）是“行政镇区”（英語：civil township）。密苏里州的部分地方都是“镇区”的一部分除了非镇区级自治体。“镇区”和“自治体”（英語：municipality）是不一致有重叠。

## 教育
詳見密蘇里州學院和大學列表

## 交通

### 重要機場
- 聖路易斯蘭伯特國際機場 (STL)─美國航空轉運中心
- 堪薩斯市國際機場 (MCI)
- 乔普林机场 (JLN)

### 重要高速公路
- 29號州際公路（I-29）
- 35號州際公路（I-35）
- 55號州際公路（I-55）
- 44號州際公路（I-44）
- 70號州際公路（I-70）
- 美國66號公路（Route 66），美國歷史上主要的交通要道之一，目前此公路已廢除。

## 重要體育團體

### 美式足球
- 堪薩斯城酋長

### 棒球
- 大聯盟
  - 聖路易紅雀
  - 堪薩斯城皇家
- 小聯盟
  - 春田紅雀（Springfield Cardinals，2A級德克薩斯聯盟，母隊：聖路易紅雀）

### 冰球
- 聖路易藍調（Saint Louis Blues）

## 名人
- 哈里·杜鲁门（Harry S. Truman，1884年5月8日－1972年12月26日），美国民主党政治家，第33任美国总统（1945年－1953年）
- 馬克·吐溫（1835－1910）：小說家
- 沃尔特·克朗凯特（1916－2009）：冷战时期美国最富盛名的电视新闻节目主持人
- 勞勃·阿特曼（1925－2006）：電影及電視導演，曾經5次入圍奧斯卡最佳導演獎，知名的作品包括《風流軍醫俏護士》
- 愛德華·阿斯納（1929－）：演員，美國影視演員工會前主席
- Eminem阿姆（1972－）：饒舌歌手，最偉大的饒舌歌手,21世紀十年全球唱片銷量最高的歌手

## 其他資訊
- 密蘇里州為美國著名的作家马克·吐温的故鄉，也是他聞名世界之作品湯姆·索亚歷險記的故事發生地。